# Tisentnops leopoldi
Tisentnops leopoldi (лат.) — вид мелких пауков рода Tisentnops из семейства Caponiidae. Южная Америка: Чили.

## Описание
На головогруди развиты только 2 глаза, оба очень мелкие, расположенные фронтально и близко к передней части карапакса.
Вид Tisentnops leopoldi был впервые описан в 1962 году Хильдегардом Цапфом (Hildegard Zapfe Cavanillas) под первоначальным названием Caponina leopoldi Zapfe, 1962. Так как типовая серия плохо сохранилась, в 1993 и 1994 годах были предприняты попытки найти в типовой местности данный вид повторно, но они не увенчались успехом. В 1994 году американский арахнолог Норманом Платником (Norman I. Platnick; р.1951; Американский музей естественной истории, Манхэттен, Нью-Йорк, США) выделил таксон Caponina leopoldi (имеющего только два глаза) в отдельный род Tisentnops Platnick, 1994, так как для рода Caponina характерны 4 или 6 глаз.